# Polygala perrieri
Polygala perrieri är en jungfrulinsväxtart som beskrevs av J.A.R. Paiva. Polygala perrieri ingår i släktet jungfrulinssläktet, och familjen jungfrulinsväxter. Inga underarter finns listade i Catalogue of Life.